# Ouroux-sous-le-Bois-Sainte-Marie
Ouroux-sous-le-Bois-Sainte-Marie é uma comuna francesa na região administrativa de Borgonha-Franco-Condado, no departamento Saône-et-Loire. Estende-se por uma área de 4,93 km². Em 2010 a comuna tinha 67 habitantes (densidade: 13,6 hab./km²).